# Tow Ubukata
Tow Ubukata (冲方 丁 Ubukata Tō?) es el seudónimo de un novelista y guionista de anime japonés. Sus principales obras incluyen Mardock Scramble, Le Chevalier D'Eon y Heroic Age.

## Carrera
En la escuela secundaria, Ubukata recibió varios premios como escritor. En 1996 debutó como escritor de historias cortas y ganó el Kadokawa Sneaker Award con su relato Black Season. En 2009, ganó el Premio Eiji Yoshikawa para Nuevos Escritores con su historia Tenchi Meisatsu. En 2012, ganó el premio Fūtarō Yamada por su historia Mitsukuni-den.
Ubukata escribe para la revista de cultura visual japonesa Newtype. Sus segmentos serializados, llamados "La vida de un jugador", son piezas expositivas cómicas, a menudo satíricas. Hacen una crónica de sus experiencias diarias e interacciones con personas, como su esposa. En estos segmentos, se autodenomina "The Kamikazi Wordsmith". Estos segmentos también se publicaron en la contraparte estadounidense, Newtype USA, que ahora está descontinuada.
Ubukata ganó el 24.º premio Nihon SF Taisho en 2003. Ubukata ha escrito la novelización y el guion de la versión manga de Le Chevalier D'Eon y ha contribuido al guion y la trama general de la historia de la versión animada.

## Vida personal
El 21 de agosto de 2015, Ubukata supuestamente golpeó a su entonces esposa en la mandíbula y el área de la boca en su casa en Aoyama, Distrito Minato de Tokio, rompiendo su diente frontal. Ella denunció el incidente a la policía al día siguiente, lo que llevó a su arresto el 24 de agosto de 2015. Ubukata admitió que tuvieron una discusión pero negó haberla golpeado. El 26 de agosto de 2015, el alcalde de la ciudad de Mito, Yasushi Takahashi, decidió suspender la oferta de NHK de filmar una adaptación dramática taiga de acción real de la novela de Ubukuta, Mitsukuni-den, en la ciudad misma. Ubukata fue puesto en libertad el 1 de septiembre de 2015 sin acusación. El Ministerio Público retiró los cargos en su contra en octubre de 2015, siendo una de las razones que su esposa no quería presentar cargos. Después del incidente, Ubukata anunció que planeaba escribir un libro de memorias basado en sus experiencias en la cárcel, titulado, 9 Days Trapped. En 2016, un año después de su arresto y liberación, Ubukata reveló que él y su esposa se habían divorciado, y que su esposa se quedó con la custodia de sus hijos.

## Trabajos

### Anime

#### Series de televisión
| Año  | Título                                               | Estudio        | Funciones                                                            | Ref(s)        |
| ---- | ---------------------------------------------------- | -------------- | -------------------------------------------------------------------- | ------------- |
| 2004 | Sōkyū no Fafner: Dead Aggressor                      | Xebec          | Organización literaria Coordinador de escenarios Guionista (#12-25)  | [ 8 ]         |
| 2006 | Le Chevalier D'Eon                                   | Production I.G | Historia original Composición de la serie Guionista (#1, 23-24)      | [ 9 ]         |
| 2007 | Heroic Age                                           | Xebec          | Historia original Composición de la serie Guionista (#1, 15, 17, 26) | [ 10 ]        |
| 2014 | Psycho-Pass 2                                        | Production I.G | Composición de la serie                                              | [ 4 ]         |
| 2015 | Sōkyū no Fafner: Dead Aggressor - Exodus             | I.Gzwei        | Composición de la serie Guionista (#1-13)                            | [ 11 ]        |
| 2015 | Ghost in the Shell: Arise - Alternative Architecture | Production I.G | Composición de la serie Guionista (#1-8)                             | [ 12 ]        |
| 2015 | Sōkyū no Fafner: Dead Aggressor - Exodus Part 2      | I.Gzwei        | Composición de la serie Guionista (#14-26)                           | [ 13 ]        |
| 2019 | Psycho-Pass 3                                        | Production I.G | Composición de la serie Guionista (#1-8)                             | [ 14 ]        |
| 2022 | RWBY: Hyousetsu Teikoku                              | Shaft          | Composición de la serie Guionista (#1-12)                            | [ 15 ]        |
| 2024 | Bye Bye, Earth                                       | Liden Films    | Creador original                                                     | [ 16 ] [ 17 ] |
| 2025 | Bye Bye, Earth 2nd Season                            | Liden Films    | Creador original                                                     | [ 18 ]        |

#### Películas
| Año  | Título                                                                 | Estudio                | Funciones                                    | Ref(s)       |
| ---- | ---------------------------------------------------------------------- | ---------------------- | -------------------------------------------- | ------------ |
| 2010 | Mardock Scramble: The First Compression                                | GoHands                | Creador original Guionista                   | [ 19 ]       |
| 2010 | Sōkyū no Fafner: Dead Aggressor - Heaven and Earth                     | Xebec                  | Guionista                                    | [ 20 ]       |
| 2011 | Mardock Scramble: The Second Combustion                                | GoHands                | Creador original Guionista                   | [ 19 ]       |
| 2012 | Mardock Scramble: The Third Exhaust                                    | GoHands                | Creador original Guionista                   | [ 19 ]       |
| 2013 | Kōkaku Kidōtai Arise: Ghost in the Shell - Border:1 Ghost Pain         | Production I.G         | Composición de la serie Guionista            | [ 21 ] [ 1 ] |
| 2013 | Kōkaku Kidōtai Arise: Ghost in the Shell - Border:2 Ghost Whispers     | Production I.G         | Composición de la serie Guionista            | [ 21 ] [ 1 ] |
| 2014 | Kōkaku Kidōtai Arise: Ghost in the Shell - Border:3 Ghost Tears        | Production I.G         | Composición de la serie Guionista            | [ 21 ] [ 1 ] |
| 2014 | Kōkaku Kidōtai Arise: Ghost in the Shell - Border:4 Ghost Stands Alone | Production I.G         | Composición de la serie Guionista            | [ 21 ] [ 1 ] |
| 2015 | Ghost in the Shell: The New Movie                                      | Production I.G         | Guionista                                    | [ 22 ]       |
| 2019 | Sōkyū no Fafner: Dead Aggressor - The Beyond                           | Production I.G I.Gzwei | Composición de la serie Guionista            | [ 23 ]       |
| 2019 | Human Lost: Ningen Shikkaku                                            | Polygon Pictures       | Creador original Guionista Guionista gráfico | [ 24 ]       |
| 2019 | Sōkyū no Fafner: Dead Aggressor - The Beyond Part 2                    | Production I.G I.Gzwei | Composición de la serie Guionista            | [ 23 ]       |
| 2020 | Sōkyū no Fafner: Dead Aggressor - The Beyond Part 3                    | Production I.G I.Gzwei | Composición de la serie Guionista            | [ 23 ]       |
| 2020 | Sōkyū no Fafner: Dead Aggressor - The Beyond Part 4                    | Production I.G I.Gzwei | Composición de la serie Guionista            | [ 23 ]       |
| 2023 | Sōkyū no Fafner: Dead Aggressor - Behind the Line                      | Production I.G         | Guionista                                    | [ 25 ]       |
| 2023 | Psycho-Pass: Providence                                                | Production I.G         | Guionista                                    | [ 26 ]       |

#### ONAs
| Año  | Anime                          | Estudio        | Funciones                         | Refs.         |
| ---- | ------------------------------ | -------------- | --------------------------------- | ------------- |
| 2020 | Psycho-Pass 3: First Inspector | Production I.G | Composición de la serie Guionista | [ 27 ]        |
| 2025 | Moonrise                       | Wit Studio     | Creador original                  | [ 28 ] [ 29 ] |

#### Especiales
| Año  | Anime                                           | Estudio | Funciones | Refs.  |
| ---- | ----------------------------------------------- | ------- | --------- | ------ |
| 2005 | Sōkyū no Fafner: Dead Aggressor - Right of Left | Xebec   | Guionista | [ 30 ] |

### Manga
- Pilgrim Jager (ピルグリム・イェーガー?) (serializada en Young King OURs; ilustraciones de Mami Itoh; 2001–2006)
- Le Chevalier D'Eon (シュヴァリエ?) (serializada en Magazine-Z; ilustraciones de Kiriko Yumeji; 2005–2008)
- Eulen Spiegel (オイレンシュピーゲル?) (serializada en Ace Assault; ilustraciones de Shuji Sogabe; 2007–2008)
- Sanctuary: The Bakurō Ishin (サンクチュアリ THE 幕狼異新?) (serializada en Oh Super Jump; ilustraciones de Takashi Noguchi; 2009)
- Sprite Spiegel (スプライトシュピーゲル?) (serializada en Young King OURs; ilustraciones de Koban Sameda; 2009–2010)
- Mardock Scramble (マルドゥック・スクランブル?) (serializada en Bessatsu Shōnen Magazine; ilustraciones de Yoshitoki Ōima; 2009–2012)
- Eulen Spiegel (スプライトシュピーゲル?) (serializada en Shōnen Sirius; ilustraciones de Hikaru Nikaidō; 2009–2012)
- Sprite Spiegel (スプライトシュピーゲル?) (serializada en Young King OURs; ilustraciones de Yamato Nakajima; 2011–2012)
- Tenchi Meisatsu (天地明察?) (serializada en Afternoon; ilustraciones de Ebishi Maki; 2011–2015)
- Mitsukuniden (光圀伝?) (serializada en ComicWalker; ilustraciones de Ranjō Miyake; 2012–2019)
- Chikyū Umare no Anata e (地球生まれのあなたへ?) (serializada en The Dessert; ilustraciones de Azusa Mase; 2013)
- Gargoyle (ガーゴイル?) (serializada en Young King OURs; ilustraciones de Rururu Kondō; 2013–2015)
- Mardock Daemons (マルドゥック・デーモンズ?) (serializada en Nemesis; ilustraciones de Keisuke Minamoto; 2016–2018)
- 12-nin no Shinitai Kodomotachi (十二人の死にたい子どもたち?) (serializada en Good! Afternoon; ilustraciones de Takatoshi Kumakura; 2017–2018)
- Bye Bye, Earth (ばいばい、アース?) (serializada en Young King OURs; ilustraciones de Ryū Asahi; 2020–2022)

### Novelas
- Chaos Legion (カオス レギオン?) (ilustraciones de Satoru Yuiga; 2003–2004)
- Sōkyū no Fafner: Dead Aggressor (蒼穹のファフナー?) (ilustraciones de Hisashi Hirai; 2005)
- Le Chevalier D'Eon (シュヴァリエ?) (2006)
- Sprite Spiegel (スプライトシュピーゲル?) (ilustraciones de Kiyotaka Haimura; 2007–2008)
- Eulen Spiegel (オイレンシュピーゲル?) (ilustraciones de Ugetsu Hakua; 2007–2008)
- Bye Bye, Earth (ばいばい、アース?) (ilustraciones de Yoshitaka Amano; 2007–2008)
- Testament Spiegel (テスタメントシュピーゲル?) (ilustraciones de Humikane Shimada; 2009–2017)
- Ghost in the Shell Anthology (攻殻機動隊小説アンソロジー?) (2017)